# Brzózka (województwo lubuskie)

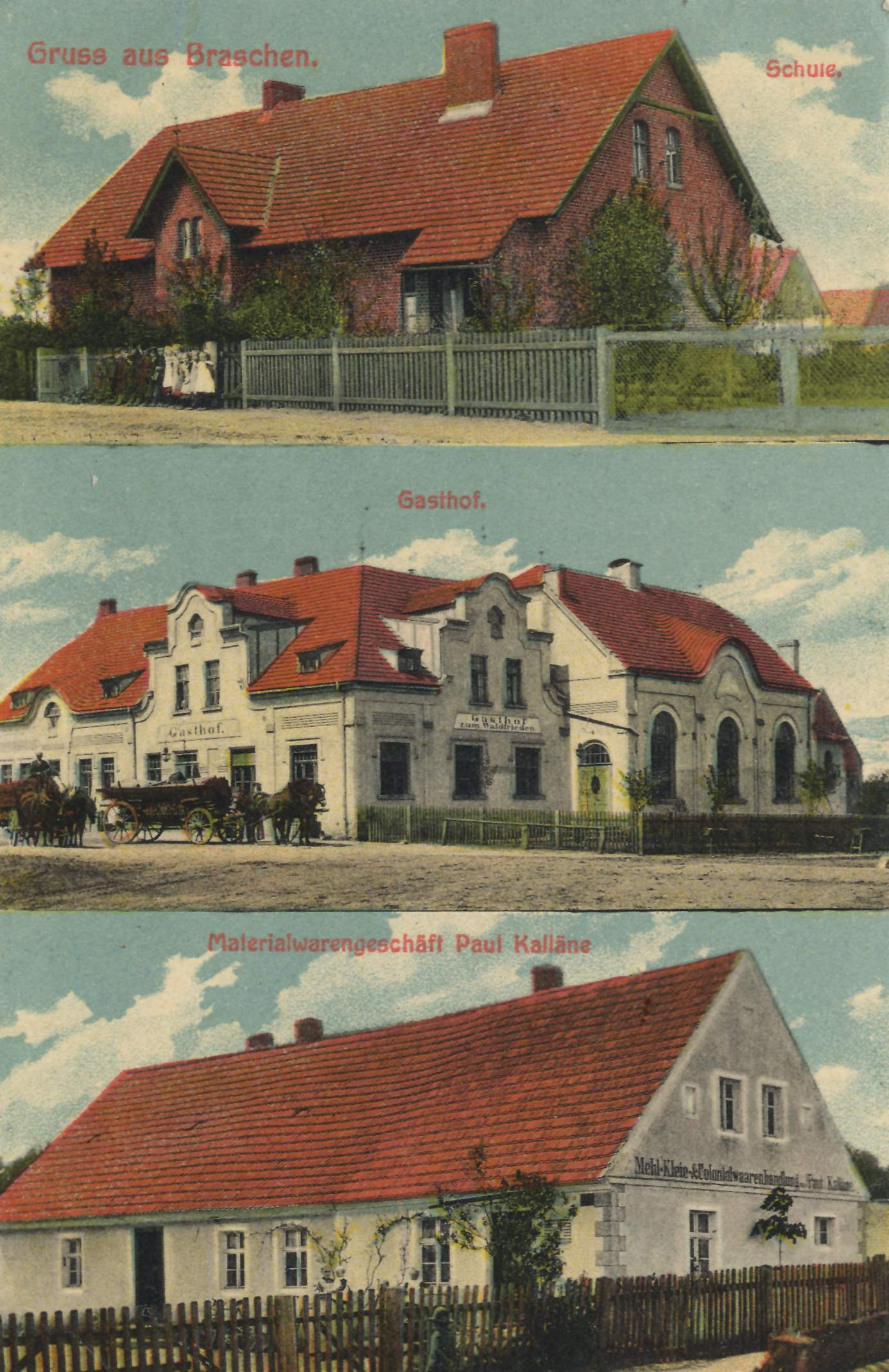
Braschen/Braschen

Brzózka (dawna niem. nazwa Braschen) – wieś w Polsce położona w województwie lubuskim, w powiecie krośnieńskim, w gminie Krosno Odrzańskie.
Przez miejscowość przebiega droga krajowa nr 32.
W latach 1975–1998 miejscowość administracyjnie należała do województwa zielonogórskiego.
Przy siedzibie Nadleśnictwa Brzózka znajduje się początek ścieżki edukacyjno-przyrodniczej „Braszka”. Ścieżka wiedzie przez park z egzotycznymi gatunkami drzew. Na trasie znajduje się 12 punktów tematycznych omawiających zagadnienia ochrony i użytkowania lasu oraz dzieje miejscowości Brzózka. Niektóre fragmenty ścieżki wiodą przez obszary lasu o charakterze puszczańskim. Podczas wędrówki można spotkać chronione gatunki roślin takie jak: barwinek, konwalia majowa i cis. Na końcu ścieżki znajduje się miejsce na ognisko.